# Marklohe
Marklohe – miejscowość i gmina w Niemczech w kraju związkowym Dolna Saksonia, w powiecie Nienburg (Weser), siedziba gminy zbiorowej Weser-Aue. Do 31 października 2021 wchodziła w skład gminy zbiorowej Marklohe, której była zarazem siedzibą asministracyjną.

## Przypisy

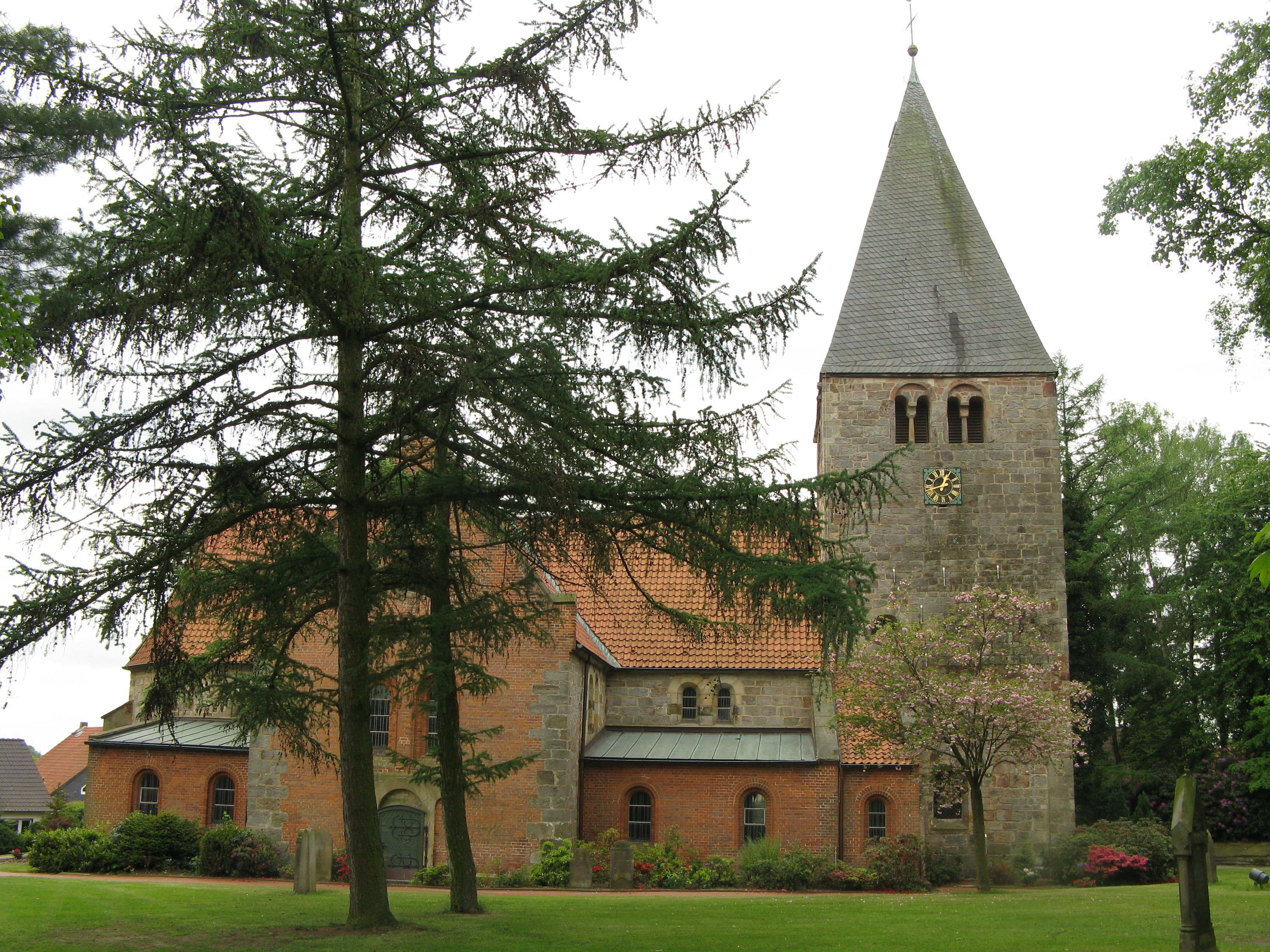
XII-wieczny kościół pw św. Klemensa (St. Clemens Romanus) w Marklohe